# Cecilija Normanska
Cecilija Normanska (eng. Cecilia of Normandy) († 1126.) bila je časna majka Svetog Trojstva te kraljevna Engleske. Za nju se pretpostavlja da je bila najstarija kći engleskog kralja Vilima I. Osvajača i njegove žene, kraljice Matilde Flandrijske. Bila je sestra Henrika I. i Vilima II. te teta kralja Stjepana.
Njezino je obrazovanje vodila časna majka Matilda. Cecilija je 1112. postala časna majka Svetog Trojstva. Umrla je u Caenu 30. srpnja 1126.